# Кликитат
 Тази статия е за етническата група.  За окръга в САЩ вижте Кликитат (окръг).  
Кликитат (на английски: Klickitat) е етническа група в Съединените американски щати, наброяваща в началото на 21 век няколкостотин души. Повечето от тях живеят в резервата Якима в щата Вашингтон. Те са тясно свързани с племето якима, с която говорят един език – якима. Традиционната им родина се простира северно от река Колумбия, в района на планината Адамс, по реките Луис, Уайт, Коулиц, Салмъң и Кликитат, в югозападен Вашиңгтон. В началото на 19 век племето се подразделя на две географски групи-източни и западни. По-късно западната група се смесва с горните каулиц и образуват заедно новото племе тайднапам.

## Име
Името Кликитат идва от дума на езика чинук „илкадат – отвъд“, имайки предвид оттатък Каскадните планини. Самите те се наричат „Куулхуаипум-Прерйните Ҳора“.

## Култура
Подобно на другите племена от Платото, кликитат са предимно ловци-събирачи. Основна социална единица е местната група, която е ръководена от вожд подпомаган от Съвет на старейшините. Домовете им са типичните за региона дървени постройки, покрити с кора и вкопани в земята. Облеклото им първоначално е изработвано от кожи и растителни влакна. От 18 век възприемат прерийния стил на обличане. Жените са експерти в производството на кошници. Религиозните им вярвания са свързани с духовния свят. Почитан е един дух-създател- Творец и множество по-низши духове, присъстващи в заобикалящия ги свят. По време на пубертета всеки юноша трябва да измоли помощта на някой дух чрез пост и молитви на усамотено място. Този дух може да бъде на птица, животно, предмет или на природна сила и става спътник на човека за цял живот.

## История
Предполага се, че кликитат първоначално живеят южно от река Колвил. Движейки се на север те стават кфалифицирани ездачи и бойци. Сдобиват се с коне около 1700 г. Местоположението им отрежда важна роля като търговски посредници между племената от двете страни на Каскадните планини. Когато ги посещава експедицията на Мериуедър Луис и Уилям Кларк през 1805 година наброяват около 700 души. След 1820 г., след като вече притежават огнестрелно оръжие се опитват да разширят земите си на юг за сметка на племето умпкуа. През 1855, заедно с другите племена в региона се съгласяват да се откажат от 10,8 милиона акра от земите си за сметка на резерват от 1,2 милиона акра като запазват правата си за лов и риболов в цялата територия, и получават двегодишна отсрочка да организират преместването си. Губернаторът на територията Вашингтон обаче отваря отстъпените земи за заселване 12 дни след подписването на договора с племената. Разгневени от това предателство няколко войни якима убиват няколко бели заселници. Когато армията пристига, за да въдвори ред, голяма бойна група ги отблъсква в сражение, което слага началото на Войната якима. Впоследствие много войни от племената уала уала, каюсе, кликитат и уматила се присъединяват към якима във войната. Бунтът обаче бързо е потушен, а племената изселени в резервата Якима(Якама). Днес кпикитат са част от Конфедеративните племена на резервата Якима и наброяват около 500 души (8% от населението на резервата).